# Heraclea Traquínia
Heraclea Traquínia (grec antic: Ἡράκλεια ἡ ἐν Τραχῖνι) era una antiga ciutat grega a la regió de Traquínia, al sud del riu Esperqueu, que era habitada dels melieus. La ciutat principal de la regió es deia Traquis, fins que el 426 aC va agafar el nom d'Heraclea Traquínia, que li van donar els espartans quan van fundar als voltants una colònia al sisè any de la Guerra del Peloponès.
La ciutat estava situada a l'oest de les Termòpiles, al peu del Mont Eta, i a l'oest de la part més occidental d'Eubea, al nord de Delfos. Els habitants de Traquis i els de la Dòrida, els seus veïns, van patir molt les incursions depredadores dels muntanyencs eteus, van sol·licitar ajuda als espartans, que van aprofitar aquesta oportunitat per fundar una colònia en aquella situació dominant. Van convidar als altres estats de Grècia per unir-se a la nova ciutat, i fins a 10.000 colons, sota tres caps espartans, entre ells Alcides, van construir i fortificar una nova ciutat, a la qual es va donar el nom d'Heraclea, a partir del nom d'Hèracles, heroi estretament associat a aquell territori, segons Tucídides i Diodor de Sicília. Rebia el nom d'Heraclea Traquínia, per distingir-la d'altres llocs del mateix nom, i els escriptors posteriors la van anomenar Heraclea de la Ftiòtida (Ἡράκλεια Φθιώτιδος), ja que aquest districte es va incloure posteriorment a la Ftiòtida de Tessàlia. Els nous colons també van construir un port amb molls a prop de les Termòpiles. Es creia que aquesta ciutat, sota la protecció d'Esparta, es convertiria en una potència formidable al nord de Grècia, però va ser atacada des del principi pels tessalis, que van considerar la fundació de la nova ciutat com una invasió del seu territori. Els espartans, que poques vegades van tenir èxit en el govern de les seves colònies, van mostrar una actitud corrupta en la seva administració i la ciutat va disminuir ràpidament en nombre d'habitants. L'any 420 aC els heracliotes van ser derrotats amb gran pèrdua per les tribus veïnes tessàlies, i Xenares, el governador lacedemoni, va morir en una batalla. Esparta no va poder enviar ajuda a la colònia, i l'any següent els beocis, tement que el lloc no caigués en mans dels atenesos, en van prendre possessió i van acomiadar el governador lacedemoni per mala conducta, segons Tucídides. Els lacedemonis, però, van recuperar la possessió del lloc, i a l'hivern de l'any 409-408 aC, van tenir un altre desastre. 700 heracliotes van morir en una altra batalla, juntament amb l'harmost lacedemoni Labotes, segons que explica Xenofont. Però després de la guerra del Peloponnès, Heraclea va tornar a adquirir importància i es va convertir en la seu central de la potència espartana al nord de Grècia. El 399 aC el lacedemoni Herípides, va anar a reprimir alguns moviments insurgents a Heraclea, i va matar a tots els oponents dels lacedemonis de la ciutat, i a més va expulsar els veïns eteus i traquinis de les seves residències, segons Diodor de Sicília i Poliè el Macedoni. L'any 395 aC els tebans, sota el comandament d'Ismènies de Tebes, van ocupar la ciutat, van matar la guarnició lacedemònia i van entregar la ciutat als antics habitants traquinis i eteus. Jàson de Feres va destruir les muralles d'Heraclea per evitar no hi hagués cap estat que s'apoderés d'aquest lloc i li impedís el seu avenç cap a Grècia.
Posteriorment Heraclea va caure en mans dels etolis, que la van convertir en el principal punt de força al nord de Grècia. Després de la derrota d'Antíoc III a la Batalla de les Termòpiles de l'any 191 aC, el cònsol romà Mani Acili Glabrió va assetjar la ciutat i al cap de vint-i-quatre dies la va ocupar, obligant els etolis a refugiar-se a la ciutadella. L'endemà va aconseguir ocupar-la també, i els etolis es van haver de rendir, segons Titus Livi. Segons Estrabó, Heraclea Traquínia estava situada a sis estadis de l'antiga Traquis.
hi va anar quan va morir Eunom. Pausànies la va visitar, i és el darrer que en dona una descripció.